# Джиг-голівка
Джиг (джиг-голівка) — тип грузила, представляє з себе різного розміру гачок зі свинцевим грузом в круглій формі, у формі таблетки, каблучка й інших форм. Використовується при особливому типі проводки, що отримала також назву (джиг, джиг-проводка). При цьому приманка постійно опускається і піднімається із дна (ступінчаста, хвилеподібна проводки).

## Форми
Форми "джиг-головок" різні, основні — це: кругла (кулька), "чобіток" ("каблучок"), у формі м'яча для регбі, джиг-головка "чебурашка" (схожа на ту, що застосовується при лові на поролонові рибки) — тільки з наявністю жорстко закріпленого гачка), «поні» («кобилка») — іноді буває з вушком для кріплення невеликої пелюстки, що тріпотить. Найбільш зручні: трохи плеската з боків (що зменшує опір повітря при закиданні — і відповідно, збільшує дальність закидання) кулька, звичайна класична кулька, «чобіток» (завдяки особливій формі збільшується маневреність і керованість цієї оригінальної джиг-головки). За допомогою тієї чи іншої форми джиг-головки можна надати деякого відтінку в грі приманки.

Гачки у "джиг-головки" бувають різних розмірів, і з різною довжиною цівки - короткі, довгі, середньої довжини. Силіконову, або іншу для цього призначену приманку, надягають на джиг-головку, приховуючи жало гачка в тілі приманки, або залишаючи його назовні. Кожен спосіб по-своєму хороший для різних умов та методів лову. Співвідношення джиг-головки і силіконової приманки, що з нею застосовується — за вагою, формою, іноді кольором - має бути збалансовано. Джиг-головку потрібно підбирати таким чином, щоб вона відповідала принаді, і щоб загалом така комбінація забезпечувала необхідну, стійку гру. Вибирайте джигову голівку в залежності від передбачуваного місця лову і приманки, можливої глибини, швидкості течії, вітру та іншого, що використовується з нею, з тим розрахунком, щоб приманка не дуже сильно «борознила» дно, і не плавала (при сильному перебігу) на поверхні.